# El Progreso (Coquimbo)
El Progreso era un periódico chileno, de carácter local, editado en la ciudad de Coquimbo, perteneciente a la Región de Coquimbo. Cubrió las principales noticias de la zona entre 1923 y 1943, siendo precedido por El Longitudinal, y sucedido por El Regional.

## Historia
La primera edición del diario El Progreso salió a la venta el día martes 8 de mayo de 1923. Inicialmente salía a la luz los días martes, jueves y sábado, pero con el paso de los años comenzaría a circular todos los días.
El periódico sería testigo de varios hechos noticiosos destacados para Coquimbo, tales como la sublevación de la Armada en 1931, la inauguración de la radio La Voz del Norte en 1937, y el desarrollo de la primera etapa de la Segunda Guerra Mundial, entre otros sucesos.
En mayo de 1942, El Progreso anunciaba que, debido a la partida de Juan Rodolfo Marín de la dirección del periódico, el diario iniciaría una nueva etapa. En la edición número 6.001, del 1 de junio de 1942, se anunciaba que a partir del día siguiente circularía El Nuevo Progreso, en una medida para competir con el lanzamiento del diario El Regional. El Progreso continuó con su publicación normal hasta el 30 de diciembre de 1943.